# Stoomfabriek Dalfsen
Stoomfabriek Dalfsen is een kleine theaterzaal in een voormalige cichoreifabriek uit 1858 aan de Overijsselse Vecht in het Nederlandse dorp Dalfsen.
Dit theater is in 2016 door burgemeester Han Noten geopend. Achter de gedenksteen van het theater is toen een koker uit de voormalige Eshuisfabriek geplaatst. In de koker zaten teksten van leden van de familie Eshuis, waaraan nieuwe teksten zijn toegevoegd. Deze koker is na opening weer dichtgelast en teruggeplaatst in de stoomcichoreifabriek. De stoomcichoreifabriek is in 1948 gekocht door firma Buisman, die de fabriek in 1965 stillegde vanwege verplaatsing van de productie buiten Nederland.  In 1981 kocht de gemeente het pand en maakte het jaren onderdeel uit van het voormalige gemeentehuis. Na een periode van verval zijn "De Witte Villa" en fabriek in 2016 verbouwd tot een uitgaanscomplex. Naast het theater is grand-café de fabriek. Het geheel is onderdeel van waterfront Dalfsen.